# Philippe Forquet
Philippe Forquet de Dorne (ur. 27 września 1940 w Paryżu, zm. 18 lutego 2020 w Saint-Quentin) – francuski aktor filmowy i telewizyjny.

## Życiorys
Debiutował w dramacie Sprawa Niny B. (L'affare Nina B., 1961). W 1962 roku podczas występu w Theatre Moufftard w Paryżu, został odkryty przez amerykańskiego reżysera, Roberta Parrisha, który zaangażował go do swojego filmu romantycznego W stylu francuskim (In the French Style, 1963) z Jean Seberg i Stanleyem Bakerem. Zauważony przez producentów z 20th Century Fox, podpisał kontrakt i poleciał do Hollywood, podobnie jak wcześniej Alain Delon czy Louis Jourdan. Wystąpił w komedii Henry'ego Kostera Weź ją - jest moja (Take Her, She's Mine, 1963) u boku Jamesa Stewarta i Sandry Dee.
Jego nieco mroczny wygląd i galijska charyzma spowodowały spore poruszenie wśród pań. W ciągu tygodnia otrzymywał tysiące listów od miłośniczek.
W latach 1963–1964 był w związku z Sharon Tate, która była także na umowie z Fox. Philippe nie mógł poradzić sobie z szokiem kulturowym Hollywood lat sześćdziesiątych. Zniechęcony i załamany, wrażliwy młody aktor przeniósł się do Nowego Jorku i studiował w Actor's Studio.
W 1966 roku powrócił do Francji, obiecując rodzinie, że nie wróci do Hollywood. Pod koniec 1967 roku w Paryżu związał się z amerykańską modelką Lindą Morand. Zabrał ją do Rzymu, gdzie zagrał główną rolę jako De Varville w Camille 2000 wg powieści Aleksandra Dumasa Dama kameliowa. W 1971 roku został wezwany do Hollywood, aby zagrać w serialu Młodzi rebelianci (Giovani ribelli). Linda i Philippe pobrali się 15 stycznia 1970 roku w Carmel w Kalifornii. 15 stycznia 1976 roku rozwiedli się, choć pozostali przyjaciółmi.

## Wybrana filmografia
- 1961: Sprawa Niny B. (L'affare Nina B.) jako syn de Schwerdtfeger
- 1963: W stylu francuskim (In the French Style) jako chłopak
- 1963: Weź ją - jest moja (Prendila è mia) jako Henri Bonnet
- 1967: O jednego za wiele (Un homme de trop) jako Topart
- 1970: Waterloo jako generał Charles de La Bédoyère
- 1970–1971: Młodzi rebelianci (Giovani ribelli) jako generał Marquis de Lafayette